# فتوگراماس
فُتوگِراماس (انگلیسی: Fotogramas) یک ماهنامه فیلم اسپانیایی زبان است که در مادرید، اسپانیا منتشر می‌شود. اولین بار در ۱۵ نوامبر ۱۹۴۶ توسط آنتونیو نادال-رودو و ماریا فرناندا گانیان منتشر شد. این نشریه از سال ۲۰۱۱ متعلق به شرکت ارتباطات هرست شد.